# RAB9A
RAB9A (англ. RAB9A, member RAS oncogene family) – білок, який кодується однойменним геном, розташованим у людей на X-хромосомі. Довжина поліпептидного ланцюга білка становить 201 амінокислот, а молекулярна маса — 22 838.
| 10         |  | 20         |  | 30         |  | 40         |  | 50         |
| ---------- |  | ---------- |  | ---------- |  | ---------- |  | ---------- |
| MAGKSSLFKV |  | ILLGDGGVGK |  | SSLMNRYVTN |  | KFDTQLFHTI |  | GVEFLNKDLE |
| VDGHFVTMQI |  | WDTAGQERFR |  | SLRTPFYRGS |  | DCCLLTFSVD |  | DSQSFQNLSN |
| WKKEFIYYAD |  | VKEPESFPFV |  | ILGNKIDISE |  | RQVSTEEAQA |  | WCRDNGDYPY |
| FETSAKDATN |  | VAAAFEEAVR |  | RVLATEDRSD |  | HLIQTDTVNL |  | HRKPKPSSSC |
| C          |  |            |  |            |  |            |  |            |

A: Аланін

C: Цистеїн

D: Аспарагінова кислота

E: Глутамінова кислота

F: Фенілаланін

G: Гліцин

H: Гістидин

I: Ізолейцин

K: Лізин

L: Лейцин

M: Метіонін

N: Аспарагін

P: Пролін

Q: Глутамін

R: Аргінін

S: Серин

T: Треонін

V: Валін

W: Триптофан

Кодований геном білок за функцією належить до фосфопротеїнів. 
Задіяний у таких біологічних процесах, як транспорт, транспорт білків, ацетилювання. 
Білок має сайт для зв'язування з нуклеотидами, ГТФ. 
Локалізований у клітинній мембрані, мембрані, ендоплазматичному ретикулумі, цитоплазматичних везикулах, апараті гольджі, ендосомах.